# 스콧 콜롬비
스콧 컬럼비(Scott Colomby, 1952년 9월 19일 ~ )는 미국의 배우이다.
브루클린에서 태어났다.

## 출연 작품
- 잭 프로스트 (1998년)
- 로리타 (1997년)
- 타임마스터 (1995년)
- 포키스 3 (1985년)
- 포키스 2 (1983년)
- 포키스 (1981년)
- 내 어깨 위의 천사 (1980년)
- 캐디쉑 (1980년) - 토니 대넌지오 역
- 집에 혼자 있는가 (1978년)

### 텔레비전
- 형사 Q (1976년)
- 우리 생애 나날들 (1965년)